# Agonoxena
Agonoxena is een geslacht van vlinders van de familie grasmineermotten (Elachistidae).

## Soorten
- A. argaula Meyrick, 1921
- A. miniana (Meyrick, 1926)
- A. phoenicia Bradley, 1966
- A. pyrogramma Meyrick, 1924